# Tully Bevilaqua
Tully Bevilaqua, född 19 juli 1972 i Merredin, Western Australia, är en australisk basketspelare som tog tog OS-silver 2008 i Peking. Detta var tredje gången i rad Australien tog silver vid de olympiska baskettävlingarna.

## Karriär i WNBA
- Cleveland Rockers (1998)
- Portland Fire (2000–2002)
- Seattle Storm (2003–2004)
- Indiana Fever (2005–2010)
- San Antonio Silver Stars (2011-idag)